# Kutkiwci
Kutkiwci (ukr. Кутківці, pol. Kutkowce) – wieś na Ukrainie w rejonie kamienieckim obwodu chmielnickiego.
Znajduje się tu przystanek kolejowy Kutkiwci, położony na linii Jarmolińce – Husiatyn.

## Historia
W XIX i w początkach XX w. Kutkowce położone były w Rosji, w guberni podolskiej, w powiecie kamienieckim, w gminie Olchowiec.
Po I wojnie światowej pod administracją polską, w Zarządzie Cywilnym Ziem Wołynia i Frontu Podolskiego, w okręgu podolskim, w powiecie kamienieckim.
W wyniku postanowień traktatu ryskiego znalazły się w granicach Związku Sowieckiego. Od 1991 w niepodległej Ukrainie.

## Zabytki
- ruiny z XIX wieku. na terenie Liceum Rolniczego
- kościół katolicki[2], pw. Podwyższenia Krzyża Świętego, wybudowany przez Augusta Kickiego, starostę krasnostawskiego w 1789 r.